# Hermann Gunnarsson
Hermann „Hemmi Gunn“ Gunnarsson (* 9. Dezember 1946 in Reykjavík; † 4. Juni 2013 in Thailand) war ein isländischer Fußballspieler.

## Karriere

### Vereine
Hermann Gunnarsson kam im Seniorenbereich zunächst für den isländischen Erstligisten Valur Reykjavík von 1964 bis 1969 zum Einsatz. Während seiner Vereinszugehörigkeit gewann er zweimal die Meisterschaft.
Noch vor Abschluss der Spielzeit am 21. September 1969 begab er sich ins Ausland und kam bereits am 30. August 1969 (2. Spieltag) für den österreichischen Erstligisten SC Eisenstadt beim 1:1-Unentschieden im Auswärtsspiel gegen den SK Admira Wien zum Einsatz – mit seinem ersten Tor, dem 1:0-Führungstreffer in der 46. Minute. Nachdem er auch in den drei aufeinanderfolgenden Spieltagen eingesetzt worden war, bestritt er am 25. Oktober 1969 (10. Spieltag) bei der 0:4-Niederlage im Heimspiel gegen FC Wacker Innsbruck bereits sein letztes Punktspiel.
Zu Beginn des Jahres 1970 in seine Heimat zurückgekehrt, kam er für den Erstligisten und amtierenden Pokalsieger ÍBA Akureyri mit Spielzeitbeginn ab 23. Mai 1970 wieder zu Punktspielen und zu zwei Erstrundenspielen im Wettbewerb um den Europapokal der Pokalsieger gegen den FC Zürich.
Von Januar 1971 bis Dezember 1976 war er erneut Vertragsspieler von Valur Reykjavík, mit dem er am Ende seiner letzten Spielzeit das dritte Mal die Meisterschaft und den Bikar Karla, den nationalen Vereinspokal gewann, der mit dem 3:0-Finalsieg über ÍA Akranes – wie auch zwei Jahre zuvor mit 4:1 – im Laugardalsvöllur, dem Stadion in Reykjavík errungen werden konnte. Für Valur Reykjavík wurde er in allen drei europäischen Pokalwettbewerben in insgesamt zwölf Spielen (EC1, 6/5 – EC2, 4/0 – EC3, 2/0) eingesetzt.

### Nationalmannschaft
Hermann Gunnarsson debütierte am 10. Juli 1964 als Nationalspieler für die B-Nationalmannschaft Islands, mit der er in Tórshavn gegen die Nationalmannschaft Färöers mit 3:1 gewann.
Für die Amateurnationalmannschaft bestritt er vier Länderspiele, in denen er zwei Tore erzielte: 3:3 gegen Wales am 15. August 1966, 0:2 gegen Frankreich am 18. September 1966, 0:3 gegen Großbritannien am 14. August 1967 und 1:3 gegen Deutschland am 2. Juli 1968. Gegen Wales erzielte er das Tor zum 3:3 in der 90., gegen Deutschland das Tor zum 1:1 in der 46. Minute.
Für das olympische Fußballturnier 1968 kam er in zwei Qualifikationsspielen der Olympiaauswahl in der Gruppe 4 gegen die Olympiaauswahl Spaniens (1:1 und 3:5) zum Einsatz.
Am 23. August 1967 spielte er erstmals für die A-Nationalmannschaft; bei der 2:14-Niederlage gegen die Nationalmannschaft Dänemarks in Kopenhagen erzielte er mit dem Treffer zum 2:9 in der 62. Minute sein erstes Tor. Von 1968 bis 1972 bestritt er durchgängig jedes Jahr weitere neun Länderspiele, wobei er am 23. Juni 1969 gegen die Nationalmannschaft Bermudas mit 2:1 den ersten von zwei siegreichen Spielen mitgestaltete, beim zweiten, am 20. Juli 1970 gegen die Nationalmannschaft Norwegens, erzielte er beim 2:0-Sieg beide Tore. Seinen letzten Einsatz in der A-Nationalmannschaft hatte er am 29. August 1973 bei der 1:8-Niederlage gegen die Nationalmannschaft der Niederlande im sechsten Spiel der WM-Qualifikationsgruppe 3, nachdem er zuvor das erste, dritte und fünfte Qualifikationsspiel bestritten hatte.

## Erfolge
- Isländischer Meister 1966, 1967, 1976
- Isländischer Pokal-Sieger 1974